# コーランか剣か
「コーランか剣か」（コーランかけんか）または「コーランか然らずんば剣か」（コーランかしからずんばけんか）は、唯一神（アッラー）への絶対服従を説いた言葉。

## 概要
『デジタル大辞泉』の定義では「コーランか然らずんば剣か」とは、アッラーへの絶対服従を説いたムハンマドの言葉。法学者島田征夫の研究では、「聖戦（ジハード）」と「コーランか剣か」には関連がある。そもそもイスラムの世界観では、イスラム世界は「イスラームの家」（ダールル・イスラーム）であり、他は「戦争の家」（ダールル・ハルブ）である。つまりイスラムから見て国際関係は、政治的統一体たる「イスラームの家」と、異教徒の諸集団からなる「戦争の家」とに分かれており、二つの世界（家）の間は常に戦争状態にある、とイスラムは考えている。
そしてジハード（聖戦）は、「努力する」という意味のアラビア語動詞ジャハーダ（Jahada）に由来しており、すなわち「イスラームを広め、世界平和を確立し、この地上を普遍的な平和で覆い包むための手段である」という。島田によれば、ジハードとはつまり一般的に、非イスラム教徒（非ムスリム）に改宗を促す努力・行為のことで、「ジハードは、ムスリムの永続的義務であるから、戦争状態がむしろ常態と考えられる」という。しかし世間では「イスラームの真の動機が誤って解釈され」、ジハードが「右手に剣、左手にコーラン」という武断的布教主義として論じられることが多い。
キリスト教神学者西満の研究によれば、イスラムは「コーランか剣か」という単純な図式だけに限られてはいない。日本よりも遥かに小さなユダヤの国で発生したキリスト教は、「自分たちを征服したローマ帝国の広大な領土とヨーロッパへと浸透していった。そして人々に希望，喜び，生きる力を与え，ついに皇帝までが改宗するに至った」。いくつかの問題があったにせよ、キリスト教は世界中へ拡大したのであり、その理由は「すべての民族が受け入れることができる普遍性と「救い」」、すなわち「福音」があったからである。西は「イスラム教が短期間に中東やアフリカの民族に広がっていったのも、ある種の普遍性と救いがその教えにあるから」だと述べている。

## 宗教的見解
意味は「（イスラム教に）改宗するか、死ぬか」となる。「信仰か戦争か」と解釈されることもある。イスラム教の勢力が拡大するのに伴い、征服者が占領地民に対して用いた態度を言葉で示したものとされるが、実際には「コーランか納税か剣か」だったとされ、しかも異教徒には、自ら望んだ場合を除いて兵役の義務が課されない（ムスリムには課された）などの特典もあった。
ハディースには、まさに「強制」という項目が存在する。そこではムハンマドが、ムスリム市民に対し度重なる危害を与え、何度とない忠告にもかかわらず約束を破りイスラム国内で危害を与える行為を続けるユダヤ人に対した以下の歴史が語られている。
「コーランか剣か」という神話の対極にあるもう一つの神話として、親イスラーム的学者によって唱えられてきた「イスラームは平和と寛容の宗教、宗教的迫害とは無縁」というものがある（イスラームの寛容性を参照）。バーナード・ルイスはこの二つの神話はともに一定の真実を含んでいるが、実態はより複雑なものであると述べている。